# الذنيبة (إب)

تعديل مصدري - تعديل

الذنيبة هي إحدى قرى عزلة بني محرم بمديرية إب التابعة لمحافظة إب، بلغ تعداد سكانها 445 نسمة حسب تعداد اليمن لعام 2004.